# Mistrovství světa v zápasu řecko-římském 1955
Mistrovství světa v zápasu řecko-římském proběhlo v Karlsruhe, Západní Německo v roce 1955. 

## Výsledky
| Kategorie | Zlato              | Stříbro          | Bronz             |
| --------- | ------------------ | ---------------- | ----------------- |
| do 52 kg  | Ignazio Fabra      | Nail Garajev     | Hüseyin Akbaş     |
| do 57 kg  | Vladimir Staškevič | Yaşar Yılmaz     | Pietro Lombardi   |
| do 62 kg  | Imre Polyák        | Müzahir Sille    | Gunnar Håkansson  |
| do 67 kg  | Grigorij Gamarnik  | Kyösti Lehtonen  | Gustav Freij      |
| do 73 kg  | Vladimir Manejev   | Anton Mackowiak  | Milorad Arsić     |
| do 79 kg  | Givi Kartozija     | György Gurics    | Horst Heß         |
| do 87 kg  | Valentin Nikolajev | Veikko Lahti     | Karl-Erik Nilsson |
| +87 kg    | Alexandr Masur     | Bertil Antonsson | Hamit Kaplan      |